# NGC 375
NGC 375 is een elliptisch sterrenstelsel in het sterrenbeeld Vissen. Het hemelobject ligt ongeveer 268 miljoen lichtjaar van de Aarde verwijderd en werd op 1 december 1874 ontdekt door de Ierse astronoom Lawrence Parsons.

## Synoniemen
- PGC 3953
- Arp 331
- NPM1G +32.0044

## Arp 331
Het stelsel NGC 375 vormt samen met NGC 379, NGC 380, NGC 382, NGC 383, NGC 384, NGC 385, NGC 386, NGC 387 en NGC 388 de groep Arp 331 die zich schijnbaar dicht bij de sterren 76 en 78 Piscium bevindt.